# Monte di Pietà (Castel Goffredo)
Il Monte di Pietà si trovava a Castel Goffredo, al momento della sua fondazione, nella Chiesa di Santa Maria del Consorzio, situata nell'attuale piazza Gonzaga.

## Storia

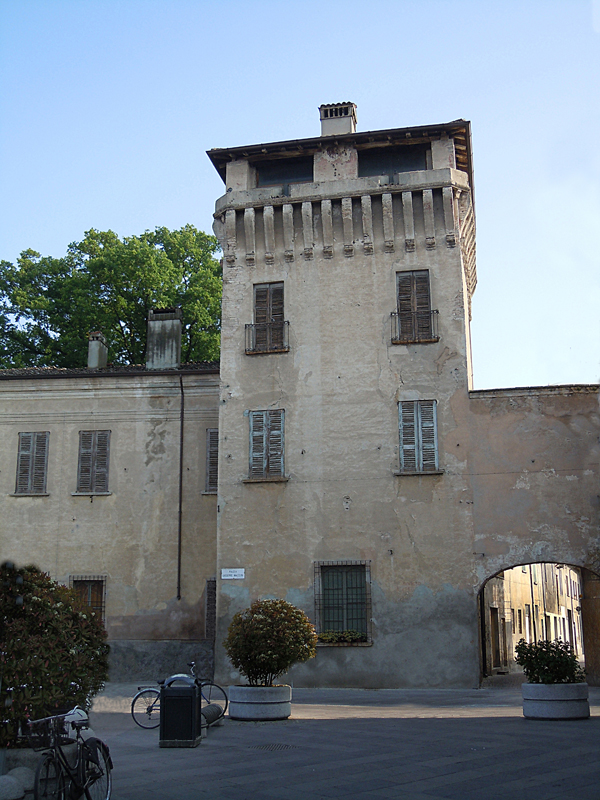
Il Torrazzo, sede del banco dei pegni

Da alcuni documenti presenti all'Archivio di Stato di Mantova risulta che nel 1468 venne istituita a Castel Goffredo una “banca di prestito”, sollecitata da una lettera scritta dal Comune al marchese Ludovico Gonzaga. L'autorizzazione fu concessa a Leone Norsa.
La sede del banco venne inizialmente posta nel Torrazzo, sito sul fianco destro del Palazzo Gonzaga-Acerbi.
Nel 1477 però il Comune chiese al marchese la soppressione del banco in quanto dannoso per la popolazione, ma la richiesta cadde nel vuoto.
Nel 1540 il marchese Aloisio Gonzaga concesse alla famiglia Jacobo Norsa autorizzazione decennale per la costituzione del banco dei pegni che venne rinnovata nel 1568 dal marchese Alfonso Gonzaga a favore della famiglia di Giacomo e Prospero Norsa di Mantova.
Il banco dei pegni continuò la sua attività sino agli inizi del Settecento con Mosè Coen.

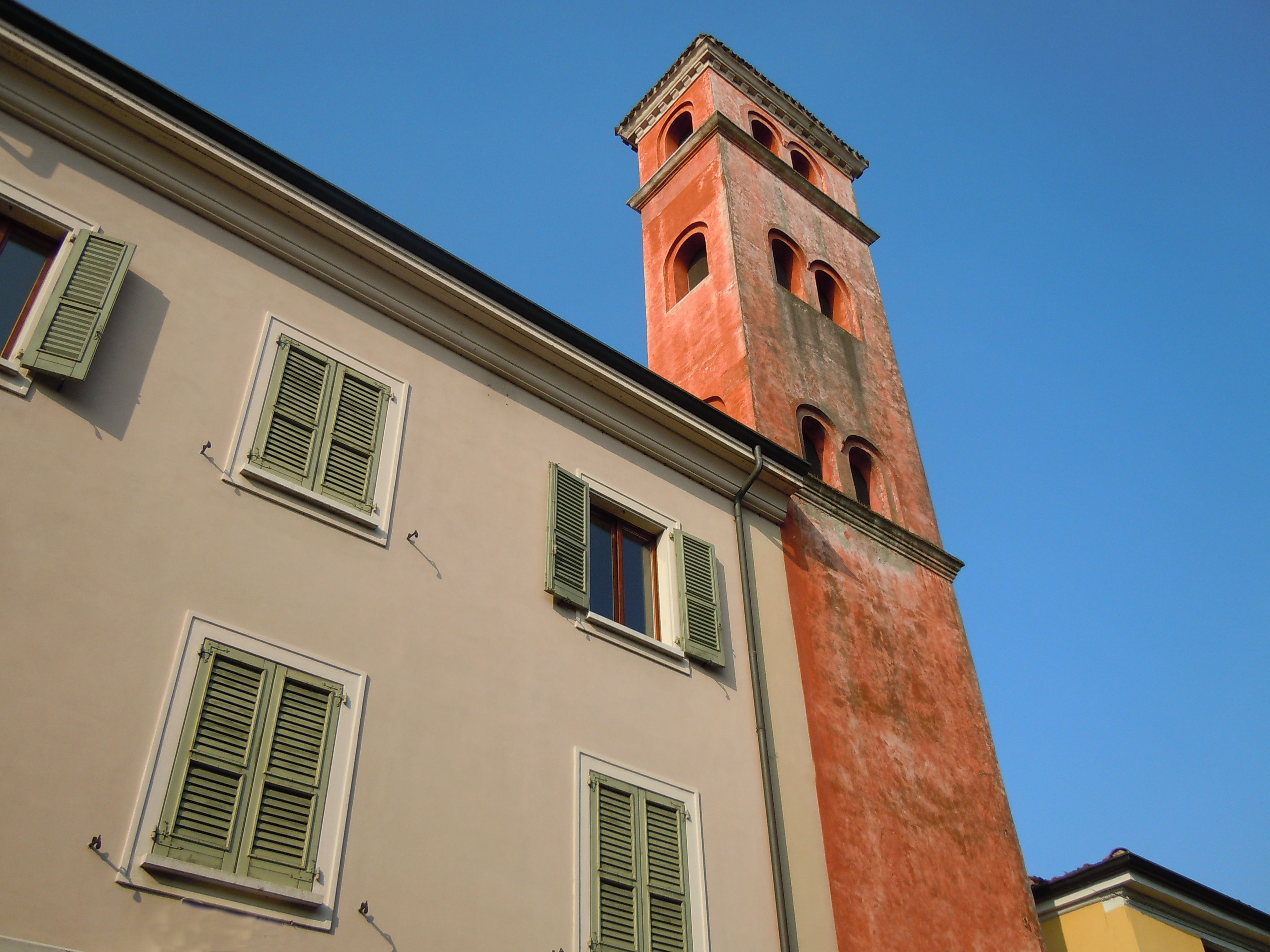
Chiesa di Santa Maria del Consorzio, sede del Monte di Pietà

Intorno al 1570 risale l'istituzione del Monte di Pietà, che si affiancò all'attività degli ebrei e che  venne aperto nella Chiesa di Santa Maria del Consorzio a seguito delle predicazioni dei Frati Minori nel mantovano.
Il primo amministratore fu B. de Reb.
L'istituzione fallì nel 1578 e il marchese Alfonso Gonzaga concesse di ricostruire nuovamente il Monte, che sopravvisse anche per merito di donazioni e lasciti di cittadini castellani.
Nel 1877 il Monte di Pietà venne trasferito dal comune nell'edificio posto in Vicolo Monte Scuole e qui rimase sino alla cessazione della sua attività.

### Altre fonti
- 1999 – Immagina. Castel Goffredo: l'evoluzione di un territorio, CD-ROM, a cura del Comune di Castel Goffredo.